# 小行星3537
小行星3537（英語：3537 Jurgen）是一颗围绕太阳公转的小行星。1982年11月15日，愛德華·鮑威爾在可可尼诺县发现了此天体。
这颗小行星的绝对星等为277.9453812736641等。

## 命名
该小行星取名自德国行星科学家、天体物理学家、美国宇航局太空科学办公室太阳系探索部主任尤尔根·拉厄（Jürgen Rahe，1939-1997）。他最著名的是他的彗星图谱和使用国际紫外线探测器进行的观测。
尤尔根·拉赫也是国际哈雷彗星联测组织（IHW）的首席研究员，以及埃朗根-纽伦堡大学天文系和“雷米斯博士天文台”主管，多年来一直为国际天文联合会“彗星、小行星和陨石物理研究”委员会委员。他在国际项目中的外交技巧对国际哈雷彗星联测组织和国际天文联合会帮助很大。1988年4月2日，小行星中心公布了批准的命名引文(M.P.C. 12973)。